# 이원컴포텍
이원컴포텍 주식회사(Ewon Comfortech)는 대한민국의 자동차 부품 기업이다.

## 논란
신사업 추진을 위해 과도하게 전환사채을 발행하고 주가 하락으로 조기상환청구권(풋옵션)이 쏟아져서 논란이 일고 있다.
2023년 회사의 대주주(프로페이스 사이언시스)가 전환사채 투자자 오하에 주식 300만주를 담보로 맡겼는데 채무불이행으로 담보주식을 넘겨줘서 대주주가 변경되었다..